# Ritratto dell'infanta Isabella Clara Eugenia di Spagna in abito di clarissa
Il Ritratto dell'infanta Isabella Clara Eugenia di Spagna in abito di clarissa è un dipinto a olio su tavola (121x194 cm) di Peter Paul Rubens, databile al 1625 e conservato nella Galleria Palatina a Firenze. Un'altra versione del dipinto, con sfondo modificato, si trova nel Norton Simon Museum di Pasadena (115,6x88,6 cm).

## Storia
Isabella Clara Eugenia d'Asburgo alla morte del marito, l'arciduca Alberto d'Austria, si fece tagliare i capelli e decise di vestire l'abito delle clarisse prendendo, il 22 ottobre 1621, i voti nel convento di San Francesco di Bruxelles. Qui Rubens, che l'aveva già effigiata anni prima con il marito, la ritrasse nuovamente nel 1625. Si sa che essa, di ritorno da Breda il 16 luglio 1625, si recò nello studio del pittore e vide il dipinto iniziato, da cui ne dovettero essere tratte più copie. Oltre a quella fiorentina e quella di Pasadena, se ne conoscono infatti altre due in collezioni private.
La versione fiorentina, in condizioni di conservazione non eccellenti, era stata scambiata in antico con un'opera di van Dyck, che pure aveva ritratto l'infanta negli abiti da monaca (opera oggi al Kunsthistorisches Museum di Vienna).

## Descrizione e stile
Sullo sfondo di un muro crettato, presente anche nel Ritratto di Maria de' Medici al Prado (1622), l'infanta si staglia a mezza figura, col volto che fa da fulcro della composizione, rischiarato da un raggio luminoso e risultante al massimo nella cornice della veste monacale nera. Essa regge con le mani raccolte un lembo nero e guarda intensamente verso lo spettatore. La sua figura appare dilatata nella volumetria, con effetti di viva espressività.